# إزالة الطوابع من المواد (المنتجات)
إزالة الطوابع من المواد (المنتجات) إن إزالة الطابع المادي للمنتج تعني حرفيا أقل أو أفضل من ذلك، ولكن لا يتم استخدام أي مادة لتوفير نفس مستوى الأداء الوظيفي للمستخدم. ومن شأن تقاسم الخدمات الجماعية التي تيسر احتياجات المجتمعات المحلية وتلبيتها، والاقتراض بها وتنظيمها، أن يخفف من شرط ملكية العديد من المنتجات.
في كتابه في الفقاعة: يصمّم جون ثاكارا في عالم معقّدة، يقول «إن أداة الطاقة المستهلكة المتوسطة تُستخدم لعشر دقائق في عمرها كلها، لكنها تستغرق مئات المرات من وزنها الخاص لتصنيع مثل هذا الجسم». ويمكن لنظام خدمة المنتجات الذي يضم أدوات مشتركة أن يتيح الوصول إليها عند الحاجة.
 وهذا التحول من الاعتماد على المنتجات إلى الخدمات هو عملية إزالة الطابع المادي. يمكن أن تكون أنظمة توزيع الموسيقى الرقمية ونوادي السيارات وأنظمة تأجير الدراجات وخدمات الغسيل أمثلة على إزالة الطابع المادي.